# Darren O'Dea
Darren O'Dea (Dublin, 4 de fevereiro de 1987) é um futebolista profissional irlandês que atua como defensor, atualmente defende o Dundee FC.

## Carreira
Darren O'Deacomeçou sua carreira no Celtic FC em 2006.